# Fjölnisvöllur
Fjölnisvöllur – stadion sportowy w Reykjavíku, stolicy Islandii. Obiekt może pomieścić 1098 widzów. Swoje spotkania rozgrywają na nim piłkarze klubu Fjölnir.